# District de Mberengwa
Le district de Mberengwa est une subdivision administrative de second ordre de la province des Midlands au Zimbabwe.